# Едуард Бауер
Едуард Бауер (нім. Eduard Bauer, нар. 13 лютого 1894 — пом. 4 березня 1948) — австрійський футболіст та тренер. Один з найкращих гравців австрійського футболу першої чверті 20 століття.

## Кар'єра футболіста
Дебютував за основний склад «Рапіду» в сімнадціть років у першому, переможному для команди, чемпіонаті Австрії. Разом з Річардом Кутаном та Йозефом Уриділом складав ударну трійку нападу «зелено-білих». З «Рапідом» вісім разів вигравав чемпіонат Австрії, двічі — кубок країни. В чемпіонатах 1917 та 1918 років забиває по 21 голу і здобуває титули найкращого бомбардира турніру.
За збірну дебютував 22 грудня 1912 року у Генуї проти італійців (перемога 3:1). Останню зустріч за головну команду країни провів у Санкт-Галлені 1 травня 1921 проти швейцарців (нічия 2:2). Всього за збірну Австрії провів 23 матчі і забив 13 голів.

## Тренерська діяльність
У 1926 році змінив на посаді тренера «Рапіду» Стенлі Вільмотта. Тренував «зелено-білих» протягом десяти років і за цей час добився значних успіхів. В 1930 році команда виграла кубок Мітропи, двічі грала у фіналах цього турніру. На внутрішній арені «Рапід» тричі перемагає у чемпіонаті та одного разу у національному кубку.
В 1936–1938 роках працює асистентом Хуго Майзля в збірній Австрії.
19 вересня 1945 року був призначений головним тренером національної збірної. Проводив сміливі експерименти. Єдиним гравцем, який мав постійне місце в основі був Франц Біндер. Команду формував в основному з обдарованої молоді, яка згодом займе третє місце на чемпіонаті світу 1954 року. Він відкрив для великого футболу імена Вальтера Земана, Ернста Стояспала, Альфреда Кернера, Ернста Хаппеля, Теодора Вагнера та Ернста Мельхіора. Останній, на час першого запрошення до збірної, взагалі грав за аматорський клуб.
Едуард Бауер помер 4 березня 1948 року після невдалої операції на шлунку. Його справу у збірній продовжив колишній гравець «вундертиму» та віденської «Аустрії» Вальтер Науш.

## Титули та досягнення

### Футболіст
- Чемпіон Австрії (8): 1912, 1913, 1916, 1917, 1919, 1920, 1921, 1923
- Кубок Австрії (2): 1919, 1920
- Найкращий бомбардир чемпіонату Австрії (2): 1917(21), 1918(21)

### Наставник
- Володар кубку Мітропи (1): 1930
- Фіналіст кубку Мітропи (2): 1927, 1928
- Чемпіон Австрії (3): 1929, 1930, 1935
- Кубок Австрії (1): 1927